# Parnassia
- Commons
- Wikispecies

Parnassia L. é um género botânico pertencente à família Parnassiaceae.

## Espécies
- Parnassia asarifolia
- Parnassia cabulica
- Parnassia caroliniana
- Parnassia californica
- Parnassia cirrata
- Parnassia fimbriata
- Parnassia glauca
- Parnassia grandifolia
- Parnassia kotzebuei
- Parnassia palustris
- Lista completa

## Classificação do gênero
| Sistema | Classificação                       | Referência               |
| ------- | ----------------------------------- | ------------------------ |
| Linné   | Classe Pentandria, ordem Tetragynia | Species plantarum (1753) |